# Nghị viện Greenland
Nghị viện Greenland (tiếng Greenland: Inatsisartut; tiếng Đan Mạch: Landstinget, n.đ. 'thing của Greenland' ) là cơ quan lập pháp một viện của Greenland, một quốc gia tự trị trong Vương quốc Đan Mạch. Nghị viện được thành lập vào năm 1979 và có trụ sở tại Inatsisartut trên đảo nhỏ Nuuk Center ở trung tâm Nuuk.
Nghị viện gồm 31 thành viên được bầu ra theo đại diện tỷ lệ. Nhiệm kỳ của mỗi khóa Nghị viện là bốn năm.

## Lịch sử
Nghị viện Greenland được thành lập vào ngày 1 tháng 5 năm 1979 trên cơ sở kế thừa Hội đồng Tỉnh Greenland (tiếng Đan Mạch: Grønlands Landsråd), gồm 31 thành viên. Nghị viện có một đoàn chủ tịch gồm chủ tịch Nghị viện và bốn phó chủ tịch.

## Chủ tịch Nghị viện
Chủ tịch Nghị viện là người chủ trì phiên họp Nghị viện, quyết định thành viên nào được phát biểu và có nhiệm vụ thực hiện nội quy Nghị viện. Ngày 3 tháng 10 năm 2018, Vivian Motzfeldt, bộ trưởng goại giao Greenland sắp mãn nhiệm, được bầu làm chủ tịch Nghị viện. Ngày 16 tháng 4 năm 2021, Hans Enoksen được bầu làm chủ tịch Nghị viện.
Chủ tịch Nghị viện được thủ tướng Greenland đề cử sau cuộc bầu cử Nghị viện và được các thành viên Nghị viện phê chuẩn. Chủ tịch Nghị viện bổ nhiệm bốn phó chủ tịch.

## Thành phần các khóa Nghị viện Greenland
Nguồn